# Thoiry (Yvelines)
Thoiry település Franciaországban, Yvelines megyében. Lakosainak száma 1432 fő (2022. január 1.). Thoiry Autouillet, Andelu, Goupillières, Marcq és Villiers-le-Mahieu községekkel határos.

## Népesség
A település népessége az elmúlt években az alábbi módon változott:
| Lakosok száma | 1247 | 1422 | 1437 | 1415 | 1419 | 1424 | 1428 | 1432 | 1432 |
|               | 2013 | 2015 | 2016 | 2017 | 2018 | 2019 | 2020 | 2021 | 2022 |